# 荒木三郎 (警察官)
荒木 三郎（あらき さぶろう、1855年9月24日〈安政2年8月14日〉 - 1882年〈明治15年〉7月4日）は、日本の警察官である。戦国大名荒木村重の子孫で、西南戦争を戦ったのち殉職した。警察官としての階級は一等巡査（現在の警部補相当職）。

## 生涯
荒木家は荒木信重が保科正之に仕えて以来、江戸時代を通じ会津松平家家臣であった。父は重義と名乗り、会津戦争において会津若松城に籠城したが、開城後ほどなく病死している。荒木三郎重謹はその三男であった。母とともに斗南へ移り開墾に従事したが、約六年の斗南生活を終えて上京した。巡査となった荒木は西南戦争において勅使として派遣された柳原前光に従って鹿児島へ向かい、のち別働隊に加わり度々功績を挙げた。戦後一等巡査に昇進し、公務の傍ら簿記、算数、撃剣などを学んだ。
1882年（明治15年）7月4日の未明、愛宕の巡査屯所に勤務していた荒木は、警邏中に疾走する男を認めて追跡に移り追いつめた。男は扉の隙間から刀で荒木の胸を刺したが、荒木は屈せずに立ち向った。その様子を『日本警察彰功録』の著者は「互ニ相搏チ三タヒ倒レテ三タヒ起ツ」と書き記している。しかし荒木は身に13創を浴びて倒れ、駆けつけた警察官に自分に構わず賊を捕えるよう言い遺した。捕えられた犯人は、荒木の剛勇を褒め称えたという。荒木に対しては警視総監樺山資紀以下四千人余りの警視庁職員から醵金が贈られ、また樺山以下同僚旧知五百人余りの醵金で荒木の墓碑が青山に建立された。旧主松平容保は歌を贈っている。